# Manuel Gomes de Sampaio
Manuel Gomes de Sampaio (Santarém, 7 de fevereiro de 1785 — Angra do Heroísmo, 2 de fevereiro de 1861), médico-cirurgião no Exército Português, onde atingiu o posto de cirurgião-de-brigada, exerceu diversas funções políticas de relevo, entre as quais a de presidente da Câmara Municipal de Angra do Heroísmo. Foi pai do médico e naturalista José Augusto Nogueira Sampaio.

## Biografia
Nasceu em Santarém, filho de um comerciante oriundo de Viseu. Destinado a uma carreira como presbítero, ingressou no Seminário de Santarém a 29 de junho de 1801, tendo naquele estabelecimento frequentado o respetivo curso até 1806, sendo considerado um excelente aluno. Aos vinte e um anos de idade foi encarregado de ministrar o curso de latim naquele estabelecimento de ensino.
Tendo decidido abandonar o percurso eclesiástico, em 1808 ingressou no curso de cirurgião que então era ministrado no Real Hospital de São José, em Lisboa. Era ali aprendiz quando ocorreu a primeira invasão francesa, tendo no ano seguinte sido despachado como ajudante do cirurgião de um hospital de campanha. Logo de seguida foi nomeado 2.ª cirurgião do Hospital dos Grilos, onde em 1810 completou a sua formação.
A 13 de fevereiro de 1811 foi nomeado cirurgião ajudante do Batalhão de Caçadores n.º 2, então empenhado em ações no contexto da Guerra Peninsular. Acompanhou aquele Batalhão durante toda a guerra, merecendo elogio do general William Carr Beresford pelo seu comportamento militar e habilidades médicas. Foi agraciado com a medalha de ouro da Cruz da Guerra Peninsular por participação em quatro campanhas durante aquele conflito. 
Terminada a Guerra Peninsular, por decreto de 31 de agosto de 1816 foi nomeado cirurgião-mor do Batalhão de Caçadores n.º 2, ao tempo aquartelado em Tomar. Permaneceu nessas funções durante o período turbulento que se seguiu à Revolução Liberal do Porto, mas no verão de 1823, na sequência da Vilafrancada, as suas convicções liberais obrigaram a que pedisse a sua demissão do Exército. Em setembro daquele ano fixou-se na ilha Terceira como facultativo civil.
Residia na cidade de Angra quando ocorreram os acontecimentos revolucionários que levaram à demissão do capitão general dos Açores e a implantação do regime liberal na ilha a 22 de junho de 1828. Foi então reincorporado no exército, sendo nomeado cirurgião-mor do Batalhão de Caçadores n.º 5 por portaria da Junta Governativa de Angra datada de 1 de novembro de 1828. Com esta unidade militar participou nos diversos eventos revolucionários e nas lutas travadas na Terceira em 1828 e 1829, destacando-se como soldado e como médico. Por decreto da Regência de Angra de 23 de julho de 1830 foi nomeado cirurgião-mor do Batalhão de Artilharia de Linha de Angra, unidade depois transformada em Batalhão de Artilharia n.º 1 e incorporada no Exército Libertador. Acompanhou esta unidade no seu percurso até ao Cerco do Porto, participando ativamente na Guerra Civil. Distinguiu-se no recontro de Ponte Ferreira, sendo por isso agraciado com o hábito da Ordem de Cristo.
Terminada a Guerra Civil, regressou a Angra como delegado nos Açores do Inspetor Geral de Saúde do Exército, cargo que acumulou a partir de janeiro de 1835 com o de cirurgião do Batalhão Provisório de Angra, depois Batalhão de Infantaria n.º 21. Passou então a trabalhar também como facultativo no Hospital de Santo Espírito de Angra (da Santa Casa da Misericórdia de Angra). Foi reformado do Exército por decreto de 3 de setembro de 1837, como cirurgião-de-brigada, mantendo-se como adido à Companhia de Veteranos dos Açores até 1847. A partir da reforma passou a dedicar-se por inteiro às suas funções no Hospital de Santo Espírito e a diversas funções políticas e de direção de diversas instituições locais.
Foi presidente da Câmara Municipal de Angra do Heroísmo no período de 2 de janeiro de 1850 a 31 de dezembro de 1852, ficando nestas funções ligado à decisão de publicar os Anais da ilha Terceira de Francisco Ferreira Drummond. Foi também membro do Conselho Distrital do Distrito de Angra do Heroísmo e vogal da respetiva Junta Geral. Em 1850 foi agraciado com a Ordem de Avis.
Em 1824 casou em segundas núpcias na cidade de Angra (a primeira esposa, natural de Tomar, morrera em 1821) com Guilhermina Cândida Zagalo Nogueira, filha de Manuel Joaquim Nogueira, magistrado e depois juiz do Supremo Tribunal de Justiça (também oriundo de Tomar e talvez a razão que determinou a sua vinda para Angra em 1823), e irmã de um posteriormente influente médico e político, o doutor Rodrigo Zagalo Nogueira. Este casamento permitiu a entrada para o círculo mais afluente da ilha naquela época e explicará o enriquecimento que fez dele um dos quarenta maiores contribuintes do distrito de Angra nos anos finais da sua vida. Uma das suas filhas do segundo casamento consorciou-se com José Silvestre Ribeiro, ao tempo governador civil e posteriormente um importante político e intelectual. Um dos filhos foi o doutor José Augusto Nogueira Sampaio, famoso médico e importante membro da elite intelectual angrense.